# Adam Bielecki (mathématicien)
Pour les articles homonymes, voir Adam Bielecki et Bielecki.
Adam Bielecki, né le 13 février 1910 à Boryslaw, en Autriche-Hongrie et mort le 10 juin 2003 à Lublin, est un mathématicien polonais.

## Biographie
Son père travaille pour une compagnie pétrolière galicienne et sa mère est issue d'une famille d'intellectuels galiciens. À partir de 1912, la famille s'installe à Cracovie, où Bielecki grandit et étudie les mathématiques, influencé par Leon Chwistek et Stanisław Zaremba. Il est également doué pour la musique, joue du piano et publie des poèmes. En 1931, il obtient son diplôme en mathématiques et publie son premier ouvrage mathématique. En 1935, il obtient son doctorat à l'université Jagellonne sous la direction de Witold Wilksz avec une thèse intitulée Représentation globale de surfaces à m dimensions dans un espace euclidien à n dimensions par des fonctions implicites. Après cela, il est chargé de cours à la chaire de physique théorique  - jusqu'à la fermeture de l'université en 1939, date à laquelle il est envoyé dans un camp de concentration avec d'autres professeurs. Après les protestations internationales (et aussi celles de certains universitaires allemands), la plupart d'entre eux sont libérés à nouveau en 1940. Pendant la Seconde Guerre mondiale, il enseigne à l'université clandestine de Cracovie et, à partir de 1947, il est professeur à la nouvelle université Marie Curie-Skłodowska de Lublin. En 1949, il y obtient son habilitation, devient professeur assistant en 1950 et professeur titulaire en 1958. Il y est vice-recteur pendant un certain temps et prend sa retraite en 1980.
Bielecki reçoit le prix Stefan-Banach en 1951. En plus de son poste de professeur à Lublin, il est professeur à l'Institut de mathématiques de l'Académie polonaise des sciences de 1954 à 1968.
Bielecki s'occupe en particulier de la théorie des équations différentielles à l'aide de méthodes topologiques. Dans deux ouvrages, il réussit également à réduire les axiomes de la géométrie euclidienne à la suite de David Hilbert,.

## Publications
- (de) Höhere Geometrie, Varsovie-Lublin, PWN, 1953
- (de) Gewöhnliche Differentialgleichungen und einige Verallgemeinerungen, Varsovie, PAN, 1961